# Tandy Warnow
Tandy Warnow est une chercheuse américaine en informatique, professeure à l'Université de l'Illinois à Urbana-Champaign. Elle est connue pour son travail sur la reconstruction des arbres phylogénétiques, à la fois en bioinformatique et en histoire des langues, ainsi que pour les méthodes d'alignement de séquences multiples. 

## Études et carrière
Tandy Warnow fait ses études à l'Université de Californie à Berkeley, obtenant une licence de mathématiques en 1984. Elle soutient en avril 1991 sa thèse de doctorat en mathématiques, dans la même université. Elle poursuit ses recherches par un contrat postdoctoral à l'Université de Californie du Sud de 1991 à 1992 avec Michael Waterman et Simon Tavare et aux Sandia National Laboratories à Albuquerque de 1992 à 1993. Elle est alors recrutée comme professeure à l'Université de Pennsylvanie, où elle reste jusqu'à son recrutement en 1999 par l'Université du Texas à Austin. En 2014, elle rejoint l'Université de l'Illinois à Urbana-Champaign, en tant que professeure d'ingénierie et directrice adjointe du département d'informatique 

## Travaux de recherche et carrière
En 1995, les recherches de Tandy Warnow, Donald Ringe et Ann Taylor de l'Université de Pennsylvanie basées sur des calculs de phylogénie parfaite ont fourni une théorie complète pour le timing des premières subdivisions dans les langues indo-européennes. Leurs calculs ont soutenu l'hypothèse indo-hittite selon laquelle la première de ces subdivisions à se séparer du reste des langues indo-européennes était celle des langues anatoliennes. Leurs résultats soutiennent également l'hypothèse gréco-arménienne, selon laquelle la langue arménienne et la langue grecque forment une sous-famille de l'indo-européen. Ils intègrent les langues germaniques dans l'arbre évolutif des langues indo-européennes, précédemment considérées comme problématiques, en faisant l'hypothèse que la langue proto-germanique était étroitement liée aux langues balto-slaves mais a ensuite été modifiée par les migrations vers l'ouest des tribus germaniques qui ont mis ces dernières en contact avec des locuteurs italiques et celtiques. Cette approche de phylogénie parfaite a ensuite été étendue par Tandy Warnow et ses collègues pour permettre des emprunts non détectés entre les langues, de sorte que l'évolution des langues est modélisée avec un réseau plutôt qu'avec un arbre. 
De 2006 à 2010, Tandy Warnow dirige le projet Building the Tree of Life - A National Resource for Phyloinformatics and Computational Phylogenetics, soutenu par un financement de la NSF de plus de 2 millions de dollars. En 2009, Tandy Warnow et ses collègues publient leur logiciel SATé pour la co-estimation d'alignements de séquences multiples et d'arbres phylogénétiques. Leur logiciel repose moins fortement sur des principes mathématiques fermes que certaines méthodes de co-estimation précédentes (comme BAli-Phy), mais il est nettement plus rapide, permettant la construction rapide d'arbres et d'alignements très précis pour des milliers d'espèces. En comparaison, la lenteur des méthodes précédentes les limitait à ne comparer que des dizaines d'espèces à la fois,. 
Entre 2014 et 2018, le travail de Tandy Warnow se concentre sur trois sujets : le passage à l'échelle de méthodes d'alignements de séquences multiples pour des jeux de données très volumineux, l'estimation d'arbres phylogénétiques à l'aide de plusieurs gènes (et la résolution de l'hétérogénéité des arbres génétiques en raison du tri de lignées incomplet) et la métagénomique. Ses contributions majeures dans ces sujets incluent la méthode PASTA pour la co-estimation des alignements et des arbres, qui améliore SATé, et peut produire des alignements très précis avec jusqu'à un million de séquences. Elle a également développé la méthode ASTRAL pour l'estimation des arbres phylogénétiques, qui est une méthode statistiquement cohérente pour construire des arbres d'espèces en présence de tri de lignées incomplet. 

### Récompenses et honneurs
Tandy Warnow a été nommée « professeure fondatrice » d'ingénierie à l'Université de l'Illinois à Urbana-Champaign en 2014, et à la chaire David Bruton Jr. Centennial en informatique à l'Université du Texas à Austin en 2010. Elle a également reçu une bourse de la Fondation John-Simon-Guggenheim en 2011, une bourse du Radcliffe Institute en 2003, une bourse de la Fondation David et Lucile Packard en 1996 et le prix NSF du jeune chercheur en 1994. En 2015, elle a été nommée membre de l'Association for Computing Machinery (ACM) « pour ses contributions à la théorie mathématique, aux algorithmes et aux logiciels de phylogénétique moléculaire à grande échelle et de linguistique historique. » En 2017, elle a été élue membre de la Société internationale de biologie computationnelle (ISCB).

## Vie privée
Tandy Warnow est la fille de l'archiviste Joan Warnow-Blewett et de l'inventeur Morton Warnow, neveu du compositeur Raymond Scott. Sa sœur jumelle est Kimmen Sjolander, chercheuse en bioinformatique et professeure à l'Université de Californie. Elle est mariée à George Chacko. 